# ルーク・エイモス
ルーク・アヨデレ・エイモス（Luke Ayodele Amos, 1997年2月23日 - ）は、イングランド・ウェリン・ガーデン・シティ出身のサッカー選手。Aリーグ・パース・グローリーFC所属。ポジションはMF。

## 経歴
2006年にトッテナム・ホットスパーFCのアカデミーに加入。2018-19シーズンのプレミアリーグの開幕戦、ニューカッスル・ユナイテッドFC戦でトップチームデビューを果たした。
2019年7月1日、クイーンズパーク・レンジャーズFCへ1年間のレンタルで移籍した。2020-21シーズンからは完全移籍で加入。